# La Sagrada Família de la Ràpita
La Sagrada Família de la Ràpita és una església del poble homònim, al municipi de Vallfogona de Balaguer (Noguera), inclosa a l'Inventari del Patrimoni Arquitectònic de Catalunya. Actualment, és la seu de la parròquia del poble en substitució de l'ermita de Santa Margarida.

## Història
Va ser construïda després de la Guerra Civil amb ajut del Servicio Nacional de Regiones Devastadas y Reparaciones, i va ser inaugurada el 2 de desembre del 1951. A l'acte assistiren nombroses personalitats, entre les quals cal destacar l'Arquebisbe d'Urgell, Ramon Iglésias i Navarri, l'alcalde de Madrid i Director general de Regions Devastades, José Moreno Torres, els alcaldes de La Ràpita i Vallfogona de Balaguer i alts comandaments de l'exèrcit i Guàrdia Civil. Acompanyaren la cerimònia un grup de frares franciscans vinguts del convent balaguerí de Sant Domènec.

## Descripció
Petita església de forma quadrada, realitzada quasi tota amb totxo. S'accedeix a l'interior a través una porta de fusta, amb arc de mig punt, al costat esquerre de la façana s'aixeca una petita espadanya amb una campaneta i damunt una petit creu. L'església és d'una nau, amb cor als peus, sostre de fusta i una gran pintura a tota la paret de darrera de l'altar major.
La façana la conforma un petit campanar d'espadanya amb un arc peraltat, en el qual se situa una petita campana de bronze. La portalada de l'església està formada per un arc de mig punt dovellat. El temple es basa en una planta de tres naus, separades per arcs de mig punt, sent la central la més ampla. La coberta és a dues aigües amb un complex i vistós teginat de fusta. El presbiteri, cobert per una volta de canó, dona pas a un absis decorat amb una pintura al fresc de Ramón Escartín Bescós. S'hi representa la Sagrada Família en una casa que pot ser interpretada com a Natzaret, on un àngel visita el nen Jesús tot oferint-li un tros de pa i una copa de vi. El nen n'efectua la benedicció amb la mà dreta, com a preludi de la Eucaristia. La Verge sosté el nen, mentre que Sant Josep, amb unes eines de fuster a les mans, contempla l'escena. L'obra està signada en la part inferior dreta. Davant de la pintura trobem el sagrari, damunt d'un senzill pedestal de pedra. Anteriorment en aquest lloc s'ubicava l'altar, fins que després del Concili Vaticà II es traslladà fins a la seva posició actual i el lloc el cobrí el sagrari. Pel que respecta les dues naus laterals, trobem en cada una d'elles sengles altars dedicats al Sagrat Cor i a la Immaculada Concepció, amb imatges de Santa Margarida, la Mare de Déu del Roser i un Sagrat Cor en la primera i les imatges de Sant Antoni de Pàdua, la Immaculada Concepció i la Verge de Lourdes en l'altra. Als peus de les naus trobem dos confessionaris de fusta, força elaborats. El cor, aixecat, té una barana de fusta que li confereix un aspecte elegant. Per sota, es troba un enteixinat de fusta amb cassetons decorats i separats per mènsules.